# De tre musketörerna (film, 1948)
De tre musketörerna (engelska: The Three Musketeers) är en amerikansk äventyrsfilm från 1948 i regi av George Sidney. I huvudrollerna ses Lana Turner, Gene Kelly, June Allyson, Van Heflin och Angela Lansbury.

## Rollista i urval
- Lana Turner - Milady, grevinnan de Winter
- Gene Kelly - d'Artagnan
- June Allyson - Constance Bonacieux
- Van Heflin - Athos
- Angela Lansbury - Drottning Anne
- Frank Morgan - Ludvig XIII
- Vincent Price - Richelieu
- Keenan Wynn - Planchet
- John Sutton - Hertigen av Buckingham
- Gig Young - Porthos
- Robert Coote - Aramis
- Reginald Owen - Treville
- Sol Gorss - Jussac, en officer i Richelieus kompani (ej krediterad)
- Ian Keith - Rochefort, Richelieus medarbetare (Keith spelade samma roll i 1935 års version.)
- Patricia Medina - Kitty, Lady de Winters jungfru
- Richard Stapley - Albert
- Byron Foulger - Bonacieux (ej krediterad)
- Gil Perkins - Felton (ej krediterad)
- Dick Simons - Count de Wardes (ej krediterad)
- Robert Warwick - d'Artagnan Sr. (ej krediterad)
- Alberto Morin - Bazin (ej krediterad)